# Haruo Minami
Haruo Minami (三 波 春 夫 Minami Haruo, Nagaoka, de Niigata, 19 de julio de 1923 - 14 de abril del 2001) fue un cantante enka del Japón de la posguerra. Su nombre real era Bunji Kitazume (北 诘 文 司 Kitazume Bunji).
En 1939, a la edad de 16 años, Haruo Minami se estrenó como intérprete de rōkyoku, un tipo de canto narrativo, con el nombre Fumiwaka Nanju (南 条文 若 Nanjū Fumiwaka).
Bunji Kitazume se unió al ejército en 1944 y fue enviado a Manchuria. Fue capturado por el Ejército Rojo y pasó cuatro años en un campo de prisioneros de guerra cerca de Jabárovsk.
Regresó a Japón en 1949 y retomó su carrera como cantante de estilo rōkyoku. Adoptó su nombre artístico, Haruo Minami, en 1957, y comenzó a interpretar música popular. Más tarde, su arte musical se clasificaría como «enka», concepto que no existía al comienzo de su carrera.
Llamó la atención por el uso del kimono, inusitado entre los cantantes populares de la época. Entre sus muchos éxitos se cuenta "Tokio Gorin Ondo", el tema de los Juegos Olímpicos de Tokio 1964: de él se vendieron más de medio millón de ejemplares, y Minami fue premiado con un disco de oro.
Minami experimentó un resurgimiento de su popularidad en 1992, al ser el intérprete de la música de cierre de la serie Super Zugan, de la Fuji Television. Gracias a esa canción, el estilo enka, antes orientado al público ya de cierta edad, se difundió entre los jóvenes.
Haruo Minami es conocido por popularizar la frase «Okyakusama wa kamisama desu» («El público es kami»): una manera de decir que consideraba al público como ente de adoración a la hora de cantar para él. El trío cómico japonés Let's-Go-Sanbiki parodiaría el concepto.
Al proceder ambos del estilo rōkyoku, se considera al cantante Hideo Murata (1929-2002) como el rival de Haruo Minami.
Minami murió de cáncer de próstata a la edad de 77 años.